# Hel van het Mergelland 2005
L'Hel van het Mergelland 2005, trentaduesima edizione della corsa, valido come evento dell'UCI Europe Tour 2005 categoria 1.1, si svolse il 2 aprile 2005 su un percorso di circa 188,6 km. Fu vinto dal belga Nico Sijmens, che terminò la gara in 4h 45' 52" alla media di 39,585 km/h.
Dei 158 ciclisti alla partenza furono in 50 a portare a termine la competizione.

## Ordine d'arrivo (Top 10)
| Pos. | Corridore         | Squadra         | Tempo    |
| ---- | ----------------- | --------------- | -------- |
| 1    | Nico Sijmens      | Landbouwkrediet | 4h45'52" |
| 2    | Stefan Schumacher | Shimano         | s.t.     |
| 3    | Maarten Wynants   | Choc. Jacques   | s.t.     |
| 4    | Sven Renders      | Landbouwkrediet | s.t.     |
| 5    | Jos Lucassen      | Axa Cycling     | s.t.     |
| 6    | Jens Heppner      | Wiesenhof       | a 3"     |
| 7    | Steven Kleynen    | Choc. Jacques   | s.t.     |
| 8    | Dennis Haueisen   | RSH             | s.t.     |
| 9    | Laurens Ten Dam   | Shimano         | a 12"    |
| 10   | Yanto Barker      | Driving Force   | a 24"    |